# الزوجة القروية (مسرحية)
الزوجة القروية (بالإنجليزية: The Country Wife)‏ هي مسرحية كوميدية أخلاقية مكونة من خمس فصول من تأليف ويليام ويتشرلي، كُتبت في عصر إعادة المَلَكية في عام 1675، وعُدت إحدى ثمار باكورة هذا العصر. تعكس المسرحية طريقة التفكير الأرستقراطية والبيوريتانية. وأثارت هذه المسرحية الجدل حتى في وقت عرضها، وذلك لصراحة الأفكار الجنسية بها. ويحوي العنوان ذاته تلاعبًا خليعًا بالألفاظ فيما يتعلق بالمقطع الأول من كلمة country أي قرية. وترتكز المسرحية في الأساس على العديد من مسرحيات موليير، مع بعض الخصائص الإضافية التي طلبها جمهور لندن عام 1670 مثل: استخدام حوار النثر الشعبي بديلًا لنظام الأبيات الذي يتبعه موليير، وتشابك الحبكة المُعقدة سريعة الخُطى، واستخدام العديد من الفكاهات الجنسية. وتنشأ عقدة الحبكة في أداتين من أدوات الحبكة تتسمان بغياب القيم الأخلاقية وهما: خُدعة ريك بالتظاهر بالعجز الجنسي لكي يتسنى له إقامة علاقة سرية مع سيدات مُتزوجات، ووصول زوجة قروية صغيرة لا تمتلك الخبرة إلى لندن، مع اكتشافها لمُتعة الحياة في المدينة، وبالأخص رجال لندن الذين يتمتعون بالجاذبية.
كانت الخُدعة الفاضحة واللغة الصريحة من أسباب إبعاد المسرحية عن خشبة المسرح وعن الطباعة طويلًا. فيما بين عامي 1753 و1924، لم يكن من المُمكن أن يتم أداء الزوجة القروية على المسرح، وذلك لكونها عمل غير أخلاقي. حيث تم استخدام النسخة الجيدة المُنتقاة فتاة القرية لدايفيد جاريك كبديل لها على المسرح، والمعروفة الآن باسم فضول منسي. ولكن من جديد عادت المسرحية الأصلية لتُصبح مُفضلة على خشبة المسرح، كما نالت استحسان بعض النقاد الأكاديميين، الذين أثنوا على قوتها اللغوية، وسخريتها اللاذعة من المجتمع، وتقبلها للعديد من التفسيرات.

## خلفية ثقافية

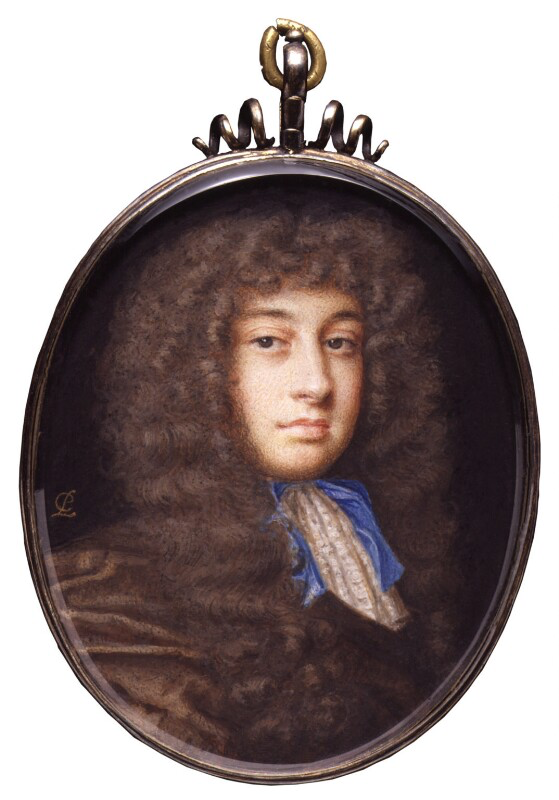
ويليام ويتشرلي عام 1675.

استطاعت الحياة المسرحية في لندن إعادة تكوين ذاتها بسرعة وغزارة عقب انتهاء فترة الحظر البيوريتاني في عام 1660، والذي استمر لمدة 18 عامًا. خلال فترة حكم تشارلز الثاني ملك إنجلترا (1660– 1685). قام بعض كُتاب المسرحيات مثل: جون درايدن وجورج إيثيريدج وأفرا بن ووليم ويتشرلي بكتابة مسرحيات كوميدية تُعيد التأكيد على الهيمنة الأرستقراطية ومكانتها، وتنتصر لها، وذلك بعد سنوات كانت الغلبة فيها للطبقة المُتوسطة خلال فترة كومنولث أوليفر كرومويل. وكانت تلك المسرحيات تُمجد أسلوب الحياة الذي يعتمد على الخداع الحسي والسيطرة، مُسلطةً الأضواء على الجو العام للبلاط الملكي، وخاصةً السيطرة التي تُساعد على إخضاع الأزواج في الطبقة المُتوسطة بلندن وعلى الانتقام أيضًا، في ميدان التنافس الحسي والتهميش الاجتماعي والنفي الذي عانى منه الفرسان أثناء حكم كرومويل.
كانت الاهتمامات الشخصية لتشارلس في المسرح قد أثرت على دراما فترة إعادة الملكية، حيث كان معظم رجال الحاشية الملكية الأقرب له من الشعراء والكُتاب المسرحيين والمُفكرين أمثال كل من جون ويلموت وتشارلس ساكفيل ووليم ويتشرلي. لم يملك ويتشرلي لقبًا أو ثروة، ولكن في أواخر عام 1675، زكى نفسه بكتابة مسرحيتين كوميديتين ناجحتين، واعتُرف به كأحد أفراد الدائرة المُقربة، حيث كان يُشارك في أحاديثهم، وأحيانًا كان يشارك تشارلس صديقاته، والذي كان مُولعًا به لطرافاته. في عام 1675 حيث سن الخامسة والثلاثين، أحدث ويتشرلي ضجة بكتابته لمسرحية الزوجة القروية، والتي تم وصفها بأنها أكثر المسرحيات فسقًا ولفتًا للأنظار التي شهدها المسرح الإنجليزي.
قضى ويتشرلي بعض سنوات الكومنولث في فرنسا كما فعل تشارلز الثاني، وأصبح مُهتمًا بالمسرح الفرنسي. وفي خلال الفترة القصيرة التي شغل فيها وظيفة كاتب مسرحي (1671– 1676)، كان يقتبس الحبكة الدرامية والأسلوب الفني من المسرحيات الفرنسية، وبالأخص موليير. ولكن على النقيض من الجمهور الفرنسي، لم يكن لدى الجمهور الإنجليزي عام 1670 الولع الكافي بالمسرحيات الكوميدية بسيطة الأسلوب، أو بوحدة الزمان والمكان والحدث التي هي من سمات المدرسة الكلاسيكية الحديثة. ولكن كان الجمهور الإنجليزي يُريد الأعمال ذات الخُطى السريعة، والتي تحوي تعقيدات أكثر، والأهم من ذلك المُتنوعة. ومن أجل الوصول إلى بناء أكثر كثافة وحبكة أكثر تعقيدًا كما هو مرغوب في لندن، كان ويتشرلي يدمج العديد من مصادر المسرحيات لإنتاج حدث زاخر وطباع مُتصادمة، فيتدرج العمل من الهزل مُرورًا بالتناقض وصولًا إلى السخرية أو الهجاء.
كان الشيء غير المُعتاد في فترة إعادة الملكية هو استعداد الرأي العام لتقبُل المرأة على خشبة المسرح للمرة الأولى في التاريخ البريطاني، وهو ما استطاع ويتشرلي الاستفادة منه. كان مطلب الجماهير هو رؤية امرأة حقيقية مُرتدية ملابس الجنس الآخر الخاصة بمُمثلي العصر الإليزابيثي، وأن تظهر وقد ارتدت ملابس ذكورية ضيقة في الأدوار الشعبية للجنس الآخر، وأيضًا أن تُنافس الأبطال الفاسقين، بل وتستطيع التغلب عليهم وهزيمتهم في حضور البديهة والمعنى المُزدوج. ساعد اختيار تشارلس للمُمثلات كصديقات، وبصفة خاصة نيلل جوين، على جعل الاهتمام حاضرًا. وركز ويتشرلي على هذا الاهتمام في مسرحيته الزوجة القروية، عن طريق جعل مستر بينشوايف يُخفي زوجته، المنسوب إليها عنوان المسرحية، في ملابس ذكورية. ويُفترض أيضًا أنه قد وظف إغراء المرأة خلال العرض ليُبرز، وبطريقة غير مُباشرة، براءة مارجري المُثيرة للتلصص، بالإضافة إلى الفهم الوقح لزوجات المدينة مثل السيدة فيدجت.

## الحبكات الدرامية
نُسجت الزوجة القروية بعناية تفوق معظم المسرحيات الكوميدية في فترة إعادة الملكية. وهي في الوقت ذاته نموذجية لزمانها ومكانها، من حيث احتوائها على ثلاثة مصادر وثلاث حبكات؛ تتداخل الحبكات الثلاث ولكنها تبدو مُختلفة، فكل منها تطرح نزعة مُختلفة تمامًا. من الممكن أن تكون لهم خطط معينة مثل: خُدعة العجز الجنسي لهورنر والحياة الزوجية لبينتشوايف ومارجري، وأيضًا التقارب بين هاركورت وأليثي.

### الحبكة الأولى
تُزود خُدعة العجز الجنسي لهورنر ركيزة المسرحية ونقاط تحول الحدث. بُنيت الخُدعة، وهي التظاهر بالعجز الجنسي حتى يُسمح له بما لا يُسمح لأي رجل كامل، بنسبة كبيرة على المسرحية الكوميدية الرومانية القديمة إيونوتشوس لترنتيوس، حيث يشن فاسق مدينة الطبقة العليا هاري هورنر حملة لإغواء أكبر قدر مُمكن من السيدات المُحترمات، ومن ثم يُديث أزواجهم أو بمعنى آخر «يضع لهم قرون». وقد تم توظيف اسم هورنر للفت انتباه الجمهور إلى ما يحدث. فهو يذيع شائعة كاذبة تُفيد بأنه يُعاني من العجز الجنسي ليُقنع الأزواج أنه يمكن أن يُسمح له بدون شك بمُخالطة زوجاتهم. وكانت هذه الشائعة مقصودة أيضًا لدعم حملة خداعه الكبيرة، فمن خلالها يستطيع التعرف على السيدات اللاتي يرغبون سرًا في مُمارسة الجنس دون زواج. فتلك السيدات سيتعاملن مع رجل من المُفترض أنه عاجز جنسيًا برعب واشمئزاز. هذه الخدعة التشخيصية، والتي دائمًا ما تُحقق الغرض بكفاءة، هي واحدة من فكاهات الزوجة القروية المُعبرة عن الثمن الذي تدفعه مُنافقات الطبقة العليا ذوات القلوب الفاسدة.
نجحت الحيلة التي ابتدعها هورنر بالتظاهر بالعجز الجنسي في تحقيق ما كان يصبو إليه. فقد أقام علاقات مع سيدات ذوات سمعة حسنة، وبالتحديد زوجات المُواطنين وبناتهم مثل: رجال الأعمال المُتنقلون والمقاولون بمدينة لندن، على النقيض من المدينة، حيث الجماعات الأرستقراطية التي كان يحيا بينهم هورنر وأصدقائه. ثمة ثلاث سيدات كن يظهرن دائمًا معًا على خشبة المسرح وهم: السيدة فيدجت وأخت زوجها السيدة داينتي فيدجت، وصديقتها المُقربة السيدة سكويمش. وتوحي أسماءهم بالحساسية الزائدة تجاه جوهرة السمعة الطيبة. كما تُوحي أيضًا ببعض التملق والقلق الجسدي أو المُداعبة. ويترك الحوار تعبيرًا غامضًا عن أكثر من ذلك.
كان بناء المسرحية بناءً هزليًا، يدفعه سر هورنر، وتتابع الاكتشافات القريبة للحقيقة، والتي أنقذ نفسه منها عن طريق تمسكه بثقته بنفسه، وتحينه للفرص المُناسبة. ويأتي التهديد الأخير بكشف الحقيقة في المشهد الأخير، وذلك عن طريق صراحة الزوجة القروية الصغيرة مارجري بينتشوايف التي تحمل في طياتها نية حسنة. كانت مارجري مُستاءة من الاتهامات المُوجهة للسيد العزيز المسكين هورنر بأنه عاجز جنسيًا. وكانت هي تعلم من تجربة شخصية خاصة بها أن هذه الاتهامات غير حقيقية. وقد اتخذت قرارها بأن تعلن هذا لجمع فريق عمل المسرحية أثناء نهايتها التقليدية. وتجنب هورنر الخطر من خلال خُدعة رائعة، بانضمامه إلى أحبائه المُتكلفين لإقناع بينتشوايف شديد الغيرة بأن يتظاهر على الأقل بأنه يُصدق خدعة هورنر، وأن زوجته لا تزال بريئة. لن يُصبح هورنر إنسانًا صالحًا، ولكنه من المُفترض أنه يجني ثمار المعلومات الخاطئة التي أذاعها. لقد انتهى الفصل الأخير وما بعده.

### الحبكة الثانية
تستند الحياة الزوجية لبينتشوايف ومارجري إلى عملي مدرسة للأزواج لعام 1661 ومدرسة للزوجات لعام 1662 لموليير. بينتشوايف هو رجل في أواسط العمر، تزوج من فتاة قروية ساذجة، أملًا في أنها لن تستطيع أن تجعل منه ديوثًا. ولكن على الرغم من ذلك، فإن هورنر يقوم بتعليمها، وتقطع هي شوطًا عبر تعقيدات زواج الطبقة العليا بلندن وإغراءاته دون حتى أن تُلاحظ ذلك. كانت كوميديات إعادة الملكية دائمًا ما تعقد المُقارنات بين الحضر والريف لإضفاء أثر فكاهي، وهذا هو أحد الأمثلة على ذلك. أضاف كل من موليير في مدرسة للزوجات، وويتشرلي في الزوجة القروية نكهة كوميدية عن طريق الجمع بين الفتيات صغيرات السن، اللاتي يتمتعن بالبراءة والفضول في آن واحد، جنبًا إلى جنب مع ثقافة القرن السابع عشر المُعقدة عن العلاقات الجنسية التي يتعرضن لها.
يكمن الفرق الذي يجعل موليير مقبولًا لدى نقاد القرن التاسع عشر ومُنتجي المسرح، وويتشرلي غير مقبول لديهم في أن آجنس، بطلة موليير، كانت تتمتع بالنقاء الطبيعي والفضيلة، في حين كانت مارجري على النقيض تمامًا، حيث كان لديها ولع بالوسامة الذكورية لنبلاء المدينة، وبالأخص مُمثلي المسرح. فهي تجعل بينتشوايف في حالة رعب مُستمر إلى جانب حديثها الذي لا يحمل معنى، واهتمامها بالجنس. ومن الفكاهات العابرة أيضًا أن تُؤدي غيرة بينتشوايف المرضية دائمًا إلى تزويد مارجري بالمعلومات ذاتها التي لا يريد لها أن تعرفها.

### الحبكة الثالثة
كان التقارب بين هاركورت وأليثي قصة حب تقليدية تخلو من أي دافع مباشر. حيث يقوم البارع هاركورت، صديق هورنر، بكسب ود أليثي، شقيقة بينتشوايف التي كانت في بداية المسرحية خطيبة للمُتأنق الوضيع سباركش، عن طريق الإصرار والحب الصادق. وتكمن آلية التأخير في تلك القصة في أن أليثي، الفتاة الجادة، تتمسك بشكل جاد بخطبتها إلى سباركش، حتى عندما تتكشف لها طبيعة شخصيته الساخرة الحمقاء. ولكن اعترفت أليثي أخيرًا بحبها لهاركورت، وذلك بعد فضحها بشكل خادع في موقف فاضح مع هورنر، حيث شكك سباركش في أخلاقها، بينما لم يفعل هاركورت.

## المشاهد الرئيسية
من ضمن المشاهد الشهيرة في المسرحية مشهد الصيني، وهو حوار ثابت مُزدوج المعنى يُسمع من خارج خشبة المسرح. وفيه يتحدث هورنر بشكل مزعوم عن مجموعة الصيني الخاصة به مع اثنين من صديقاته السيدات. ومن خشبة المسرح الأمامية كان يستمع إليه زوج السيدة فيدجت وجدة السيدة سكويمش، حيث كانا يحركان رؤوسهما في استحسان. ولكنهم لم ينجحا في فهم المعنى المُزدوج الذي كان واضحًا للجمهور. كانت السيدة فيدجت قد أوضحت لزوجها «أن هورنر يعرف الصيني جيدًا، ويمتلك مجموعة جيدة جدًا، ولكنه لن يدعني أراه، خشية أن أطلب منه إقراضي بعضًا منها. ولكنني سأكشفه، وسأحصل على ما جئت من أجله». لقد جعل هذا الحوار لفظ الصيني غير أخلاقي في محادثة شائعة ادعاها ويتشرلي فيما بعد.
في مشهد شهير آخر، تجتمع العصابة الخلوقة الزائفة للسيدة فيدجت في منزل هورنر للإفراط في شرب الخمر والتجرد من فضائلهم الاجتماعية والتصرف تمامًا كذكور فاسدين؛ فيتغنون بأغنيات خليعة ويشربون النخب الجرئ. وفي النهاية، تعلن كل سيدة بزهو أن هورنر هو الحبيب ذاته الذي يشربون لأجله، ثم تشتعل جذوة الغيرة، حيث يدركون أن أصدقائهم أيضًا يحصلون على عطف هورنر. ولكن سرعان ما يُدركون أنه ليس لديهم خيار سوى أن يحفظوا هذا السر الفاضح، حسنًا إذن، ليس هناك حل. أيتها الأخوات الشريكات، دعونا لا نتشاجر، بل نولي لشرفنا الاهتمام.
إن مشهد مُؤامرة بينتشوايف الذي يجمع بين المهزلة والكابوس هو مُحاولة بينتشوايف إرغام السيدة بينتشوايف على كتابة خطاب وداع مُتعجرف لهورنر، باستخدام التهديد الفرويدي «لكتابة عاهرة مُوجه لها المطواة في وجهها». وكان إعطاء السيدة بينتشوايف فرصة لإرسال رسالة إعجاب بدلًا من ذلك قد أخفق كما هو الحال مع جميع جهود بينتشوايف.

## الأفكار الأساسية وتحليلها

### دوافع الزواج
يتزوج الناس من أجل المظاهر الخارجية، فعلى سبيل المثال تشعر أليثي بأنها لا تملك أي خيار آخر سوى الزواج من سباركش، وذلك لأن وضعها في المُجتمع ينتظر منها ذلك. وتُعامَل الزوجات كالأشياء المُمتلكة، وهو ما يتضح جليًا من حبس بينتشوايف لمارجري في حجرتها، ومنعها من التحدث إلى أي رجل. كما أن زواج السيد جاسبر من السيدة فيدجت فيه فائدة لعمله، لذا فهو يعاملها كإحدى مُمتلكاته. وهو يطلب من هورنر دائمًا أن يرقبها حتى لا تتاح لها أي فرصة لتجعله ديوثًا. وعلاوةً على ذلك، فإن هناك صراع بين الرجال والسيدات على السيطرة. فقول بينتشوايف: «إذا لم نقم بخيانة السيدات، فسيقمن هن بذلك»، وهو الأساس ذاته للحبكة الرئيسية التي تتمركز حول تبادل أوضاع السيطرة داخل أسرته. يُقرر بينتشوايف الزواج من سيدة قروية على أمل أنها لن تمتلك المهارة الكافية لتعرف الخيانة. إلا أن تشدده في منعها من الاختلاط بالرجال يُؤدي إلى سقوطه المفاجئ. يُتوقع دائمًا من السيدات فقط الاحتفاظ بإخلاصهم لأزواجهم. ونتيجة لذلك، فإن السيدة فيدجت «تستخدم الجنس كوسيلة للانتقام من أزواجهم، وتحقيق نوعًا من الانتصار الأخلاقي عليهم، بجعلهم يتصفون بالصفة التي يخشونها وهي صفة الديوث».

### موضع قوة هورنر
بدايةً، لدى هورنر الثقة بأنه يستطيع السعي وراء السيدات المُتزوجات اللاتي لا يُمانعن في إقامة علاقات، حيث إنهن لا يعيرن لشرفهن أدنى اهتمام. يبدو أن هورنر قد ظن أنه في موضع قوة من السيدات، حيث إن علاقاتهن غير الشرعية تكون معه. ولكن تلك القوة تتضاءل مع مرور الوقت في المسرحية. ففي المشهد الرابع من الفصل الخامس تقوم كل من السيدة فيدجت وداينتي فيدجت والعشيقة سكويمش بإقحام أنفسهن في مسكن هورنر، على الرغم من مُعارضته لذلك، وقد أذعن عن «مكانته الدنيا التي توحي بمظهره الكاذب: خَصي وضيع». يتحدثن عنه وكأنه غير موجود، حيث يشرن إليه كشخص بهيمي وأنا وخَصي. يقول كوهين: «بينما تنمو في السيدات جرأة الثقة بالنفس، فالسيدة فيدجت أيضًا تصفعه من وراء ظهره، كاشفين بذلك القواعد الاجتماعية الجنسية الزائفة المُتاحة حاليًا». في الوقت الذي يظن فيه هورنر أنه يتلاعب بالسيدات، فهو في الحقيقة قد أهلك موارده الجنسية، وقد أصبح في الحقيقة كائن عاجز جنسيًا ومعدوم الفائدة، تمامًا كما يلاحظه العالم علنًا. لم تكن القوة الحقيقية لهورنر في علاقاته مع السيدات، ولكن في علاقاته مع الرجال. حيث يُظهر سيطرته على الرجال الذين يجعل منهم ديوثين.

### النوايا الحقيقية لهورنر تجاه السيدات
يظن أندرو كوفمان «أنه على الرغم من أن هورنر يُمكن أن يبدو وكأنه يتظاهر بأنه يزدري السيدات، بسبب حالته كخَصي، إلا أن بغضه للسيدات حقيقي». وعندما سُئل عما إذا كان يستمتع برفقة السيدات، قال: «لغة هورنر في حاجز ثابت من الدهاء العدائي، يُفرغ العدائية التي لا يمكن التعبير عنها صراحةً في هذه اللحظة. فتصرفه المُميز حرفيًا هو أنه يُزيل القناع عن المرأة».

## العرض الأول

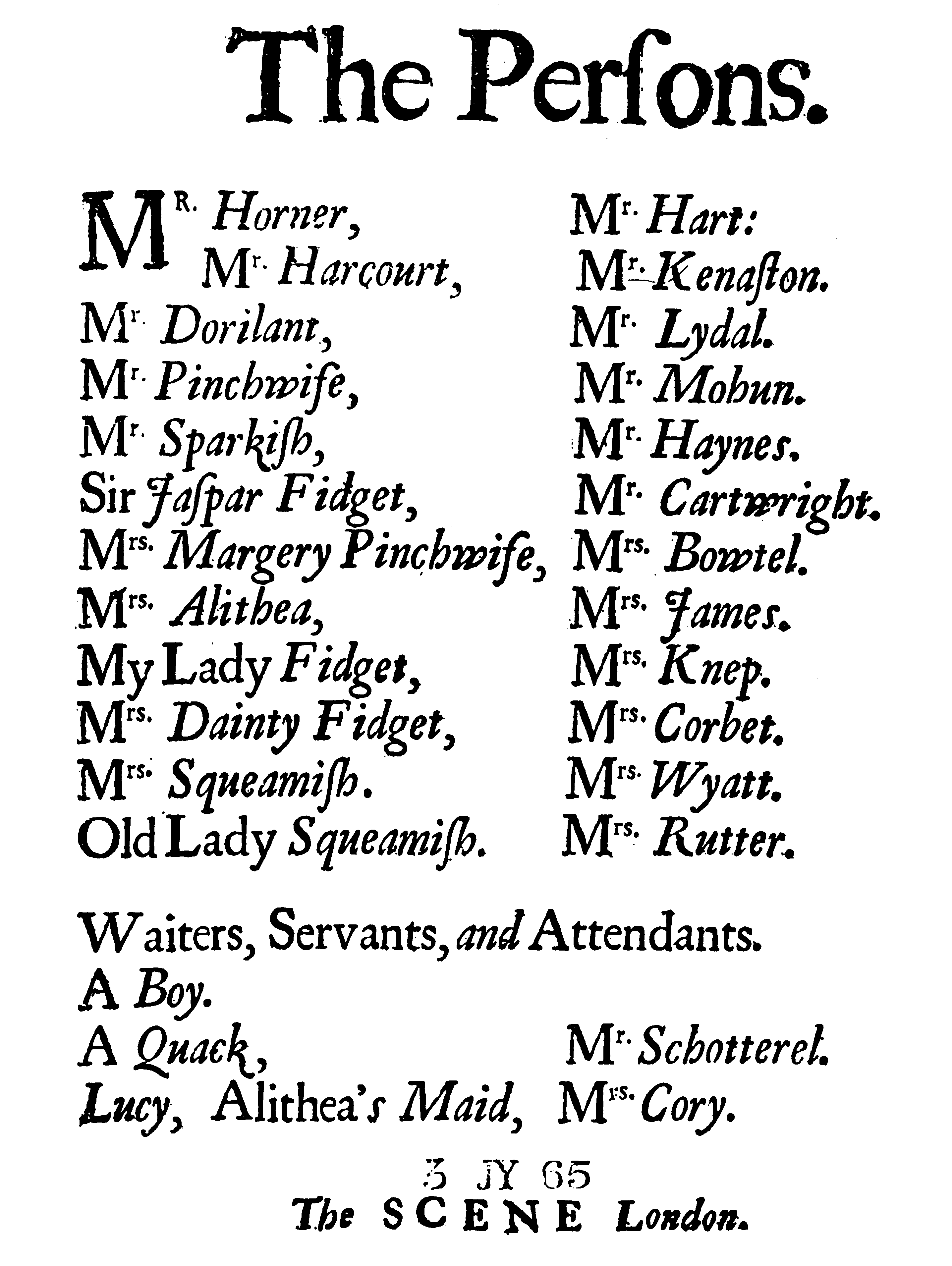
شخصيات العرض الأصلي لمسرحية.

عرضت شركة ذا كينج الزوجة القروية للمرة الأولى في يناير عام 1675 على خشبة المسرح الملكي دروري لين، الذي افتُتح في السنة السابقة لعرض المسرحية، وصمم كريستوفر رن هذا المسرح المُنمق والمُزود بغرفة تتسع لألفي مشاهد، وكان ذو تصميم مُصغر، فعلى الرغم من أن له سعة كبيرة تكفي عدد كبير من الجالسين، إلا أنه كان يحتفظ بنسبة كبيرة من التواصل الودي لمسرح عصر إعادة الملكية بين المُمثل والجمهور. ولا يزال يتميز بمقدَم مسرح ذي حجم شبيه بحجم مسرح عصر إعادة الملكية، حيث يقوم عليها المُمثلون بتقديم أنفسهم لتحقيق أكبر قدر من التواصل مع الجمهور.
أُدرج فريق العمل الأصلي في الطبعة الأولى من الزوجة القروية، حيث كانت تقتضي المُمارسة القياسية ذلك. وقد أشار بعض الأدباء إلى أن تلك المعلومة تلقي الضوء على مقاصد ويتشرلي. كتب ويتشرلي مسرحيته مع وضع المُمثلين الأصليين في الاعتبار، مُفصلًا الأدوار حتى تكون مُناسبة لقدراتهم. ولأن الجمهور، في الأغلب، كان يضم مُعتادي ارتياد المسرح ومُحبيه، فقد تمكن المُؤلفون والمُخرجون من استخدام أدوار المُمثل السابقة، وذلك لإثراء الشخصية أو الأخذ منها.
كان مُعظم المُمثلين المُشاركين في المسرحية مُتخصصين في الأدوار الكوميدية، وبالأخص جوزيف هاينز، الذي قام بتجسيد شخصية سباركش الكاذبة، الخطيب الأول لأليثي. في بداية مهنته كراقص ومغني وكوميديان، كان معروفًا عن هاينز الصغير أنه مُميز، وله حضور قوي على خشبة المسرح، مُشيرين إلى أن سباركش ليس مجرد أضحوكة يسخر منها من يتمتعون بذكاء حقيقي، مثل هورنر وهاركورت ودوريلانت، ولكنه يُمثل أيضًا تهديد حقيقي لقصة حب هاركورت وأليثي.
قام بدور بينتشوايف المُمثل ميتشيل موهون، المعروف بأداء أدوار الشرير المُتوعد مثل: فولبون وإياجو. بينما قامت بدور السيدة بينتشوايف المُمثلة الصغيرة إليزابيث بوتيل، «التي تمتلك مظهرًا طفوليًا وكان صوتها ضعيفًا، ولكنه كان ناضجًا. قامت بصفة عامة بتجسيد دور السيدة الصغيرة البريئة التي يهيم بها جميع الأبطال جنونًا». كانت بوتيل في جميع أدوارها المُقدمة سابقًا تُجسد شخصية فتيات بريئة غير مُتزوجة، وكان دور مارجري هو أول دور تلعبه لسيدة مُتزوجة. جعل بوتيل وموهون زوجين يؤكد فكرة شبابها وبراءتها في مقابل عمر موهون وعنفوانه. السيد جاسبر فيدجت، الزوج الآخر الذي جعله هورنر ديوثًا، جسده مُمثل آخر، وهو ويليام كارترايت، المشهور بالأدوار الكوميدية مثل فولستاف. تُشير هذه الأدوار إلى أنه تم تجسيد شخصية السيد جاسبر كدور كوميدي صريح، في حين كان دور بينتشوايف مُرعب ومُضحك في آن واحد.

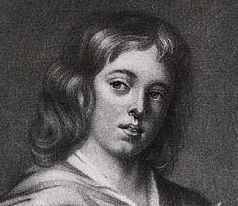
هاركورت: إدوارد كيناستون الذي قام بأدوار نسائية في فترة 1660.

جسد دور القادة الرجال كل من هورنر وهاركورت، وهما مُمثلان ذوا طبيعة مُغايرة، وهما تشارلس هارت، وإدوارد كيناستون. فهارت هو ذلك الرجل القوي ذا الخمس وأربعين عامًا قد اختير للعب أدوار الرجل الخارق، وخاصةً دور السفاح المُتغطرس ألمانزور في غزو غرناطة لجون درايدن. وأيضًا تم اختياره لتأدية أدوار أبطال الكوميديا غير الأخلاقية برباطة جأش وجاذبية. يظن العديد من النُقاد أن هارت ونيل جوين يمتلكان الشخصيات والمهارات التي من شأنها خلق الثنائي الكوميدي الشهير المُرتبط بعصر إعادة الملكية الذي يتسم بالمرح. كان الخنثوي كيناستون نوعًا مُميزًا من الأبطال، ربما في أوائل العقد الثالث من عمره. فقد بدأ عمله في عام 1660 كمُقلد بارز للإناث في عصر إعادة الملكية، أجمل امرأة في المسرح كله، وذلك قبل اقتحام السيدات الحقيقية للمهنة في خريف عام 1660 في فيلم سحر المسرح عام 2004، وهو مأخوذ بشكل كبير من مهنة كيناستون.
يُشير جون هارولد ويلسون إلى أن الحضور المسرحي القوي الشهير لهارت يجب أن يُؤخذ في الاعتبار عند تحليل المسرحية. فإن هورنر، كما جسده هارت، يستطيع إلى حد ما الفوز بالسيدات، عن طريق تحايله الماهر باستخدام الطريقة القديمة، وذلك لكونه على درجة كبيرة من الجاذبية. والحمقى فقط مثل السيد جاسبر وفيدجت، سيظنون أنه ليس منه ضرر. على الرغم من أن هاركورت أو كيناستون كان بنهاية عام 1675 قد أصبح مُمثلًا ذي مهارة وقيمة في أدوار الرجال، إلا أن هورنر أو هارت قد تفوق عليه. ومن الضروري أن المُمثلات المُرافقات لكل بطل قد أرادن جعل حبكة هورنر أكثر لفتًا للأنظار من حبكة الحب الحقيقي.
قامت بتأدية دور السيدة فيدجت، عشيقة هورنر الأولى، والمُتحدثة الرسمية باسم العصابة الخلوقة المعنية بسيدات المدينة الشغوفات بمُمارسة الجنس سرًا، المُمثلة المُفعمة بالنشاط إليزابث نيب، التي أعلنها صموئيل بيبس «أكثر الأشياء جنونًا واتصافًا بالجنون الساخر، وهي تشدو بأرقى أنشودة سمعتها، إضافة إلى المواهب التي يبدو أن مشهد الخمر الشهير في منزل هورنر قد منحها قدرًا كبيرًا». وعلى النقيض، فإن اختيار مُمثلة الأدوار الصغيرة إليزابيث جيمس لتلعب دور أليثي أضعف من حبكة هاركورت وأليثي. وقد جعلت تلك الاعتبارات التاريخية النقاد في شك من تفسير المسرحية الهولندية النورمندية القديمة طريق صحيح/ طريق خاطئ عام 1959 للمسرحية، التي اعتبرت أن حبكة الحب الحقيقي هي الأكثر أهمية.

## تاريخ المسرحية على خشبة المسرح
كان للمسرحية اتجاه عام جيد، على الرغم من أن خُدعة هورنر ومشهد الصين ذي السمعة السيئة قد أحدثا موجة من الغضب في بداية عرضها. وقد تجنب ويتشرلي أسباب هذا الانتقاد في مسرحيته التالية تاجر بسيط عام 1676، التي أعلنت فيها شخصية أوليفيا الكاذبة أن مشهد الصين في الزوجة القروية قد سلب الصين سمعتها، وقد دنس حجرة لإحدى السيدات كانت تمتاز بأنها الأكثر براءةً وجمالًا. أصرت إليزا، ابنة عم/ خال أوليفيا، التي تتصف بالحساسية، على أن تذهب لمُشاهدة الزوجة القروية على أي حال قائلةً: «كل هذا لن يخفي ولعي بالصين، أو بالمسرحية التي تعرض الآن، أو أي مسرحية أخرى لنفس الكاتب الكريه، كما تطلقون عليه، الذي سأذهب لرؤيته». عندما وصف ويتشرلي نفسه في التاجر البسيط بأنه كاتب كريه، كان يبدو أقرب للابتهاج منها إلى الأسف. تجاوزت الزوجة القروية الانتقادات المُوجهة إليها، لتُصبح إحدى المُؤلفات المسرحية المُوثوقة، بدايةً من عام 1675 وحتى مُنتصف عام 1740. واختلف الذوق العام بدرجة كبيرة بعد ذلك، حيث لم يعد أحد يتقبل الفكاهات الجنسية. كان آخر عرض للمسرحية في القرن الثامن عشر عام 1753، وقد تبعه 171 عامًا من الانقطاع، حتى العرض الناجح للمُجتمع الفينيقي عام 1924 على خشبة مسرح الحُكام بلندن. وكان أول عرض أمريكي لمسرحية ويتشرلي الأصلية الزوجة القروية قد تم في عام 1931.
استمرت الزوجة القروية خلال فترة غيابها الطويلة عن المسرح بوجود وهمي، من خلال نسخة دايفيد جاريك المُعدلة المُنتقاة الفتاة القروية لعام 1766، حيث ظهرت فيها مارجري كعذراء، بينما ظهر هورنر كحبيب رومانسي لها. وحصلت تلك المسرحية على درجة كبيرة من الشعبية. حيث صدر منها 20 طبعة على الأقل. ووصلت إلى خشبة مسرح نيويورك في عام 1794، بينما لحقت بلندن ونيويورك خلال القرن العشرين.
انصرف القلة من النقاد المُحدثين الذين قاموا بقراءة نموذجية لنسخة جاريك عنها كونها عاطفية ومُملة، في حين أن الزوجة القروية صارمة وتُثير الغضب}}. ولكن عادت مسرحية ويتشرلي الأصلية لتُصبح مرحلة كلاسيكية مصحوبة بعدد لا نهائي من العروض الاحترافية وغير الاحترافية، فهي المفضلة لدى الممثلين، وذلك لتوافر عدد كبير من الأدوار الجيدة بها. فعلى ما يُقال أن قصة فيلم شامبو عام 1975 للبطل وارن بيتي مُستوحاة من عرض مهرجان تشيتشستر عام 1969، حيث كانت شخصية هورنر إلى حد ما بعيدة عن نسخة الزوجة القروية بعد مرور قرابة الثلاثمائة عام. كان هناك أيضًا مسرحية الشهر من بي بي سي، وهي عرض آخر للزوجة القروية في عام 1977، التي لعب فيها أنتوني أندروز دور هورنر، بينما جسدت هيلين ميرين دور مارجري.
أُعيد عرض الزوجة القروية كشغف موسيقي كتبه الأخوان هيثر. وعُرض لأول مرة على مسرح الملكات في هورن تشيرش، ببلدة أمريكية في لندن عام 1992. وقد تحول لاحقًا إلى مسرح هاي ماركت الملكي بالحدود الغربية للندن. قام دينيس لوسون بدور هورنر، ثم انتقل لوسون والعرض إلى مسرح جون هاوس مان بنيويورك عام 1995.

## اقتباسات أخرى
في 13 أبريل عام 2008، قامت إذاعة بي بي سي الثالثة بنشر اقتباس من إخراج دافيد بلونت وتمثيل بن ميلر، الذي لعب شخصية هورنر، وجيوفري وايت هد في دور بينتشوايف، وكلير كوبت في دور السيدة مارجري، ونيجل أنطوني في دور السيد جاسبر فيدجت، وسيليا إمري، التي لعبت دور السيدة فيدجت، وجوناثان كيبل في شخصية هاركورت.

## الاستقبال النقدي
كانت الزوجة القروية مادة للمدح الجمالي والهجوم الأخلاقي منذ كتابتها وحتى منتصف القرن العشرين. أقر العديد من النقاد عبر القرون بقوتها اللغوية وسخريتها. كان من بين هؤلاء النقاد بعض أبناء عصر الملكة فيكتوريا مثل لاي هانت، الذي أثنى على جودتها الأدبية في مُختارات من مسرحيات عصر إعادة الملكية كان قد قام بنشرها في 1840، كانت هي ذاتها مشروع يتمتع بالجرأة مما يسمى بالمسرحيات الفاحشة التي ظلت لفترة طويلة بعيدة عن الطباعة. ولكن تجاهل توماس بابينجتون ماكولي، في دراسة نقدية مُؤثرة لهانت، التساؤلات حول الموضوعية الأدبية، مُدعيًا بلهجة غاضبة أن «عدم أخلاقية ويتشرلي في حالة حماية من النقاد، تمامًا كحماية الظربان الأمريكي من الصائدين. فهي آمنة، لأنها أقذر من أن يتم التعامل معها، وأكثر ضررًا من أن يتم حتى الاقتراب منها. فمارجري بينتشوايف التي اعتُبرت، في زمن ويتشرلي، شخصية كوميدية بكل ما تحمل الكلمة من معنى، استنكرها ماكولي كسيدة فاسقة تُلقي بنفسها في مُؤامرة فاسقة لها أحط وأقل طبيعة عاطفية».
كان ماكولي، وليس هانت، هو الذي وضع الفكرة الرئيسة للقرن التاسع عشر. كان من المُستحيل أن تُقدم المسرحية على المسرح أو تتم مُناقشتها على السواء، فقد كانت مُهملة وغير واضحة.
استمر النقاد الأكاديميون في النصف الأول من القرن العشرين في الاقتراب من الزوجة القروية بحذر شديد، مع تحذيرات مُتكررة من قسوتها حتى بعد الثناء على مُلاحظتها الاجتماعية القوية. في ذلك الوقت، لم يُنظر إليها أحد على أنها كوميدية، وحاول النقد الإيجابي لها إنقاذها على أنها سخرية ونقد اجتماعي بدلًا من كوميديا. أصبحت السيدة بينتشوايف، التي وصفها ماكولي بال فاسقة، محط الأنظار في القرن العشرين، وذلك لاهتمام أخلاقي لدى النقاد، مثل: بونامي دوبري، الذي يراها شخصية مأساوية، قُدر لها أن تُستغل سذاجتها بقسوة من قبل الشخصية الكابوسية المثيرة للاشمئزاز هورنر.

## النقد الحديث
شهدت الخمسون عامًا الماضية تغييرًا جذريًا، حيث أقر النقاد الأكاديميون بقوة تلك المسرحية وأصالتها. فأخذ نورمان هولاند الأثر الأخلاقي لويتشرلي بجدية ممزوجة بالإبداع في اقتراحه الخاص بكتاب طريق صحيح/ طريق خاطئ الذي كتبه عام 1959. حيث فسر المسرحية على أنها تُقدم نموذجين سيئين من الرجولة، وهما فسق هورنر وتملُك بينتشوايف. كما أثنى على الوسيلة الذهبية للمُحب الحقيقي هاركورت، الذي يُعد مثالًًا على الثقة المُتبادلة في الزواج. كان روز زيمباردو (1965) في منافسة ثقيلة مع نفس الجيل، حيث صنفت المسرحية، باستخدام مصطلحات عامة وتاريخية، على أنها سخرية اجتماعية لاذعة.

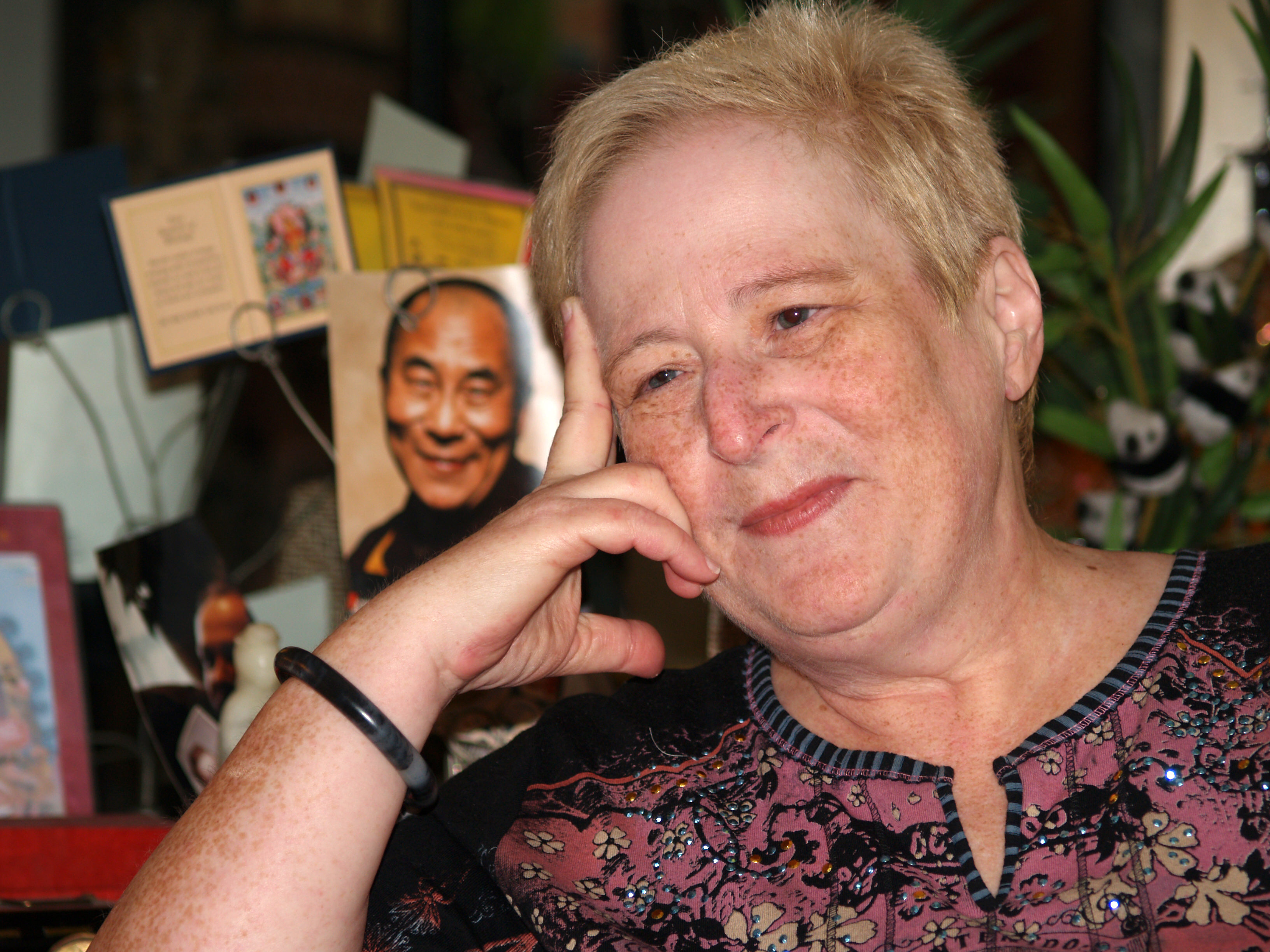
إيف كوسوفسكي سيدجويك.

لم تعد تلك الأنواع من القراءة تلقى الاستحسان. فقد كان هناك إجماع بسيط على معنى الزوجة القروية، ولكن كان لمُقاومتها المشهورة للتفسير تأثيرًا قويًا وليس هادئًا على الاهتمام الأكاديمي. وقد تم مُؤخرًا التأكيد على بُعد المسرحية الأيديولوجي؛ لقد كتبها أحد المُتملقين لجمهور أرستقراطي مُتملق. وقد أشار دوجلاس كانفيلد إلى تعقيد غير مُعتاد للمسرحية المُتملقة. لم يكن سلوك هورنر، عندما قام بالعدوان الديوثي، مُوجهًا فقط إلى إحداث الفوضى في أسر الطبقة المُتوسطة بالمدينة الكبرى بالطريقة المُعتادة لفاسق عصر إعادة الملكية الأرستقراطي، ولكنه كان مُوجهًا أيضًا إلى الطبقة العليا من سكان المدينة الصغرى التي ينتمي هو إليها، حيث المساكن الجديدة الأنيقة، التي تم إنشاءها غرب جدران مدينة القرون الوسطى، وذلك عقب حريق لندن الكبير عام 1666.
كان الرمز المُتملق الذي قدمه ويتشرلي مُتعلق بلعبة جنسية، حيث تطرح إيف كوسوفسكي سيدجويك في بين الرجال «أن اللعبة التي تم لعبها ليست بين الرجال والنساء، ولكن بين الرجال بواسطة النساء. فالنساء فقط عبارة عن حلقة وصل للرغبة في تكوين علاقات بين الرجال. فيما تعني هرمية الفُكاهات أن الرجل الأذكى والأكثر حزمًا هو من يفوز باللعبة. لذا، كان هورنر، كما رسمه كانفيلد، لا يُمثل فقط التفوق الطبقي، ولكن فرعية الطبقة التي تمثلها فُكاهات المدينة الصغيرة، الأقلية التي تمتاز بالثراء... هم مجموعة الأثرياء المعروفين لدى المدينة الصغيرة والمُحكمة بأنهم مكمن القوة الحقيقية في المملكة». فالهجوم الضاري الذي ظهر في مشهد الصين ضد الطبقة، والجيل الذي كان ويتشرلي يُناصره مع التنبؤ بأنه سيدافع عنه ضد السيد جاسبر فيدجت والسيدة فيدجت، كما يزعم كانفيلد، يسمح فقط لجمهور تلك الطبقة بالضحك الكافي، إذا عُوقب هورنر في النهاية بالعجز الجنسي الحقيقي، وهو ما لم يحدث. «عندما اختُتمت المسرحية دون تحقيق العدالة الخيالية التي تجعل هورنر عاجزًا جنسيًا بالفعل، كما كتب كانفيلد، وتم تركه معافه جنسيًا، ولا يزال يستمد قوته بطُرق غير شرعية. فيضحك الجمهور على نفقته الخاصة، وتضحك السيدات ذوات المنزلة الرفيعة بغضب، حيث تمت إهانتهن من كارهي النساء، وأيضًا يضحك الرجال ذوي المكانة الرفيعة بغضب، لأنهم قد أدركوا، في مستوى معين، أن تماسك تلك الطبقة ما هو إلا خيال ممتع».